# Augusteum (Universität Leipzig)

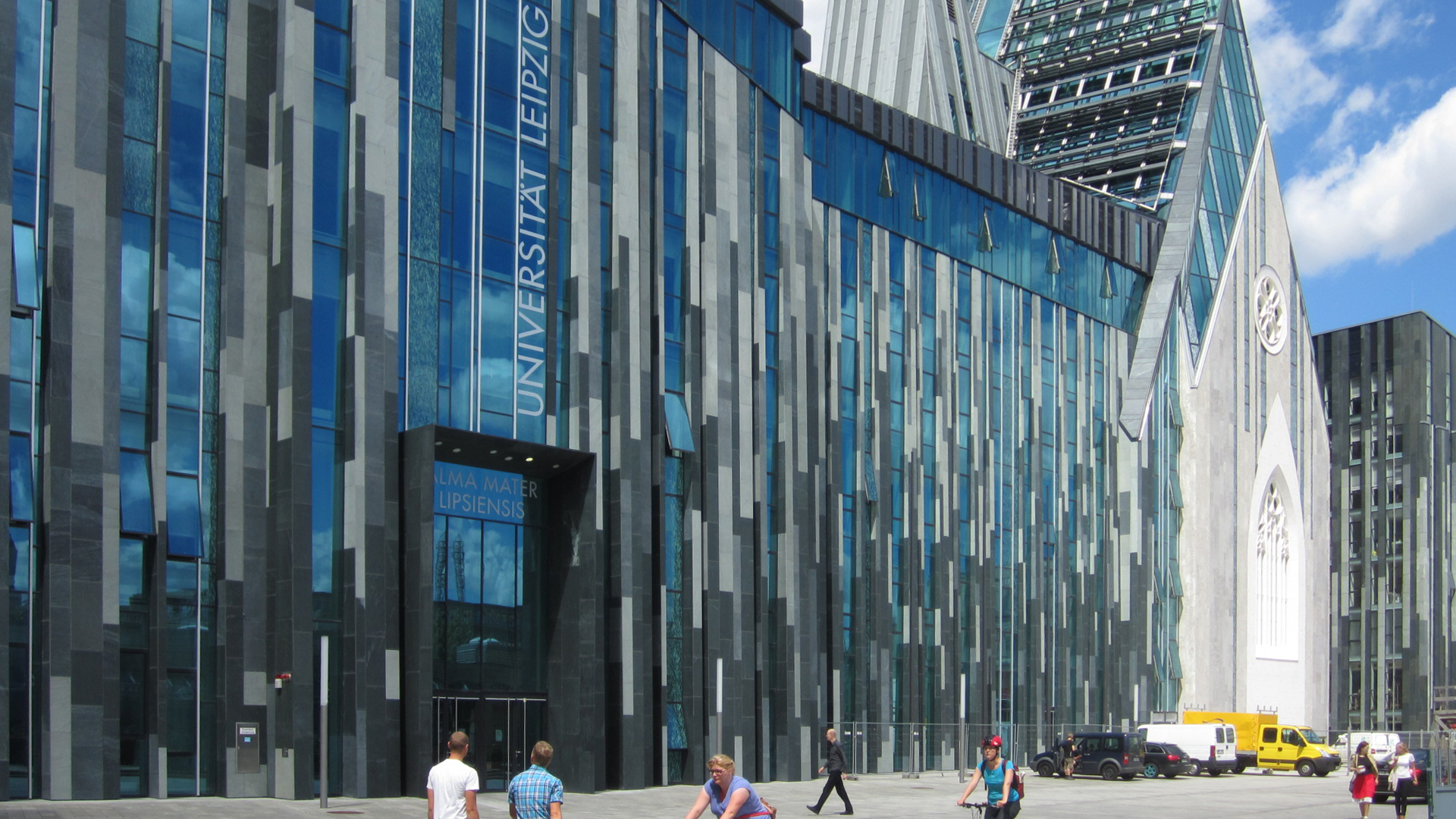
Das Neue Augusteum, das Hauptgebäude der Universität Leipzig mit Haupteingang. Im Hintergrund das Paulinum

Das Neue Augusteum ist ein Gebäude der Universität Leipzig am Augustusplatz. Es entstand im Rahmen des Campus-Neubaus seit Baubeginn im Jahr 2007 und wurde 2012 vollendet. Ein gleichnamiger Bau am selben Platz war im 19. Jahrhundert und bis zu seiner Sprengung im Jahr 1968 das Hauptgebäude der Universität Leipzig. Der Augusteum-Neubau ist bis auf den Giebel an das historische Gebäude nicht angelehnt, lediglich der Standort, Name und die Nachbarschaft zum Paulinum sind gleich.
Das Neue Augusteum grenzt an den Neubau des Paulinums – Aula und Universitätskirche St. Pauli, das geistige und geistliche Zentrum der Universität. Das neue Augusteum ist das Hauptgebäude der Universität und beherbergt das Auditorium maximum.

## Geschichte

### Das Augusteum im 19. Jahrhundert

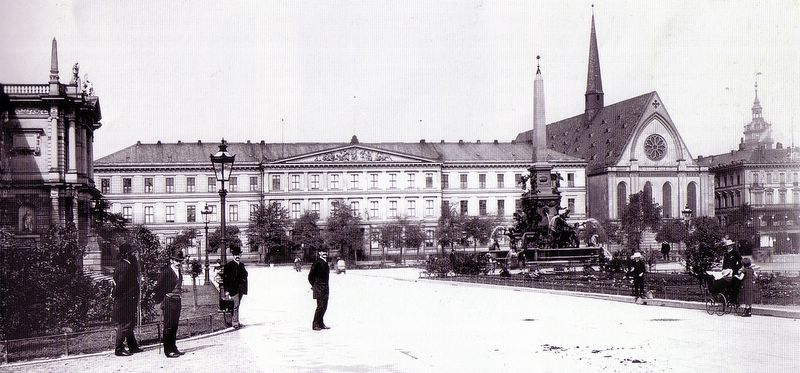
Augusteum und Paulinerkirche um 1890 vor der Umgestaltung
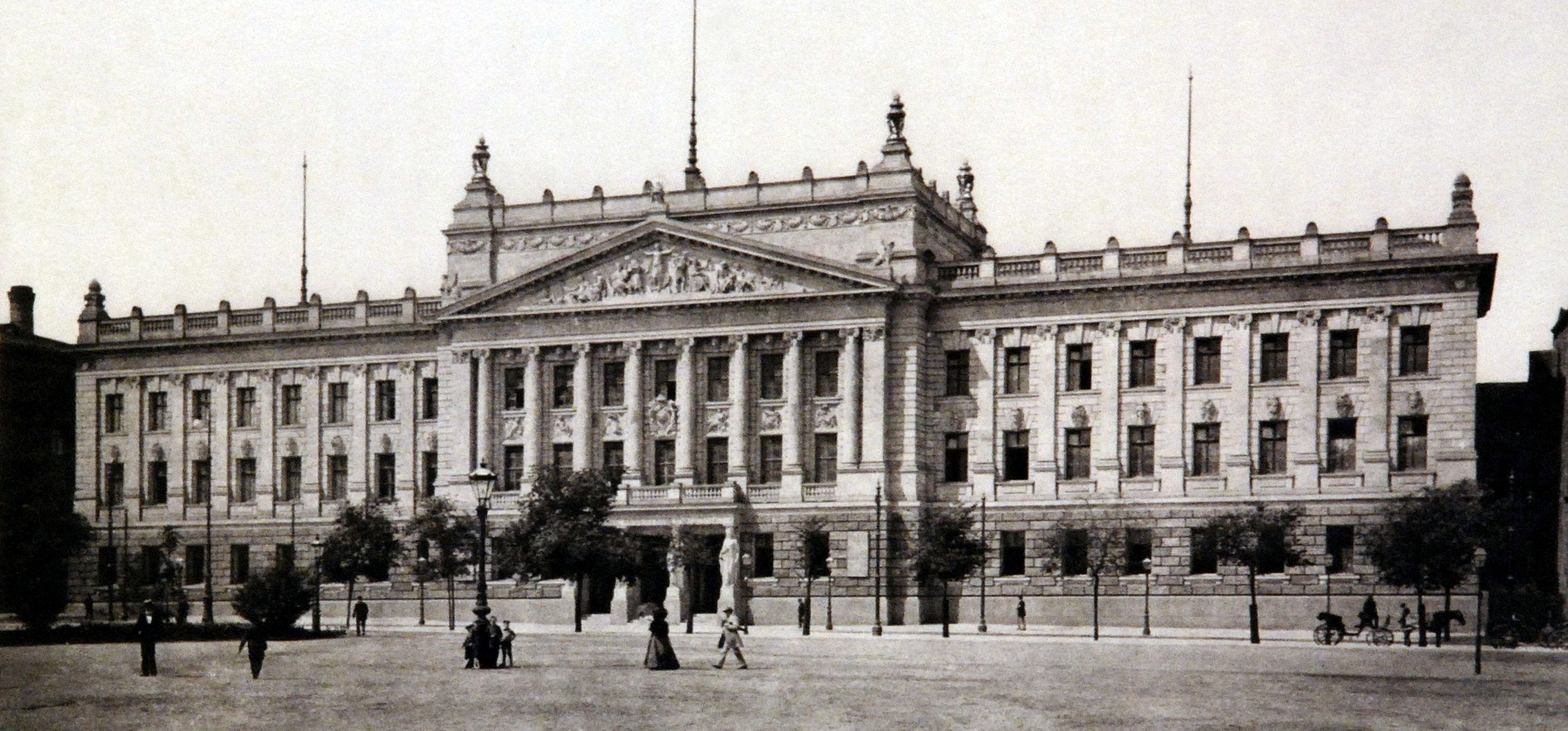
Das Augusteum im Jahr 1898 nach seiner Umgestaltung.

Das Gebäude auf der Westseite des Leipziger Augustusplatzes schloss sich linksseitig an die Paulinerkirche an. Nach dem Tode des sächsischen Königs Friedrich August I. wurde eine Stiftung gegründet, die den nach dem Verstorbenen benannten Bau, der anstelle alter Klostergebäude entstehen sollte, finanzieren sollte. Bereits 1830 lieferte Albert Geutebrück erste Vorarbeiten, die jedoch der Stiftung nicht zusagten, sodass Karl Friedrich Schinkel in die Planung einbezogen wurde. Seine Handschrift trägt vor allem die Fassade des 1836 fertiggestellten Hauptgebäudes der Universität. Im Jahre 1838 vollendete Geutebrück dagegen in Eigenregie die Umgestaltung der Fassade der Paulinerkirche. Die Formensprache beider Bauten war klassizistisch. Schon in den 1870er Jahren stieß das Augusteum an seine Kapazitätsgrenzen, da die Universität durch die rasante Stadtentwicklung in dieser Zeit stark gewachsen war.

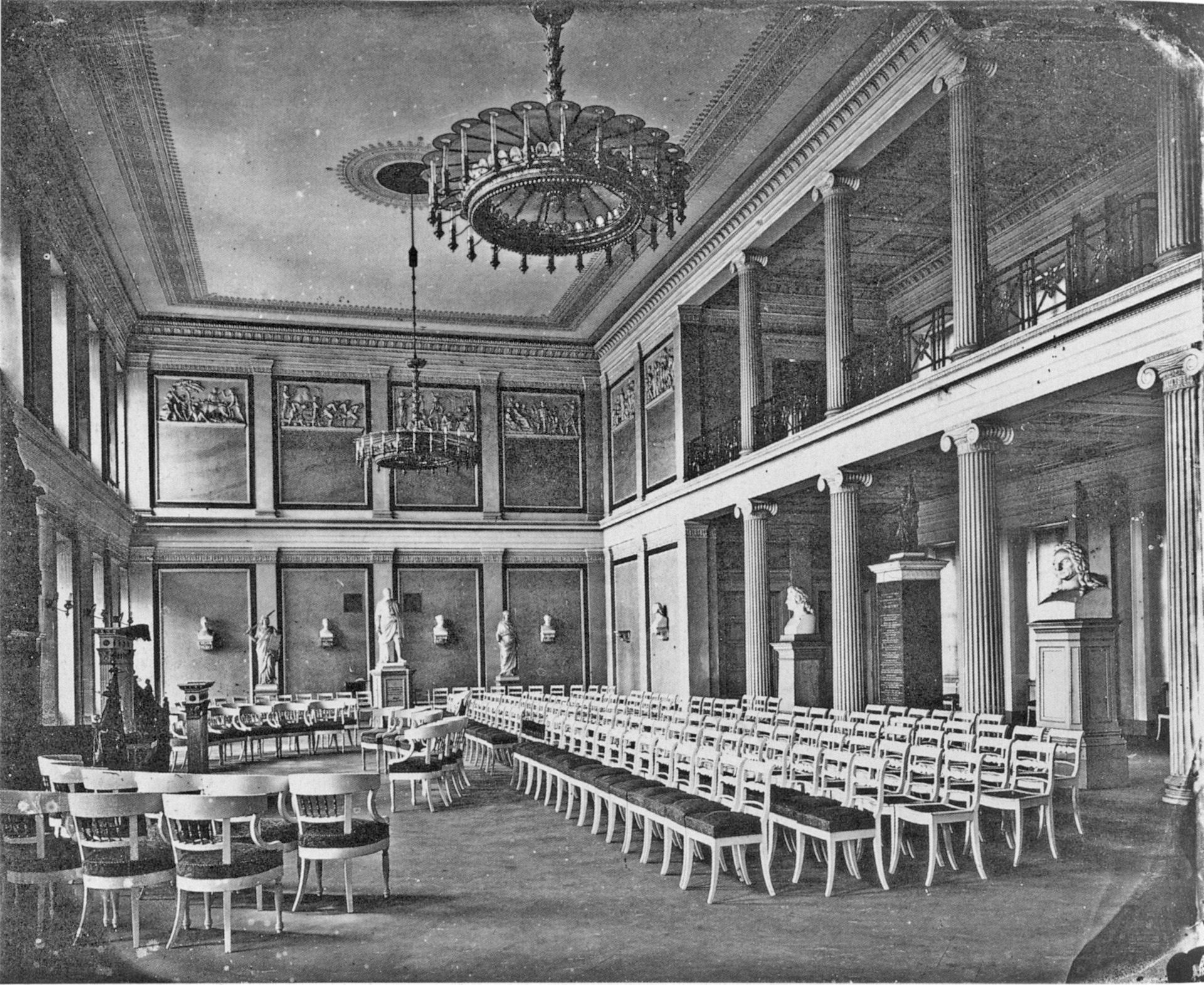
Aula des Augusteums (1890)

Von 1892 bis 1897 wurde das Gebäude von Arwed Roßbach umgebaut und großzügig erweitert. Das Augusteum, das ursprünglich nur die Hauptfront zum Augustusplatz bildete, erhielt durch den Abbruch des alten Paulinums und der Bauten im Innenhof einen Süd- (1895), einen Mittel- und einen Westflügel (1896). Diese Gebäudeteile erhielten die Namen Johanneum, Albertinum und Paulinum. Der Umbau beinhaltete auch eine stilistische Angleichung an andere repräsentative Gebäude des Augustusplatzes. Paulinerkirche und Augusteum erhielten dabei ebenfalls nach Plänen Roßbachs Fassaden der Neorenaissance bzw. der Neogotik.
1909 bekam die Aula des Augusteums ein Wandbild von Max Klinger unter dem Titel: Die Blüte Griechenlands. Die Zerstörung 1943 ließ es in Vergessenheit geraten. Im Jahr 2021 gab es hierzu eine Sonderausstellung mit einem Begleitband.

Im Roßbachschen Augusteum
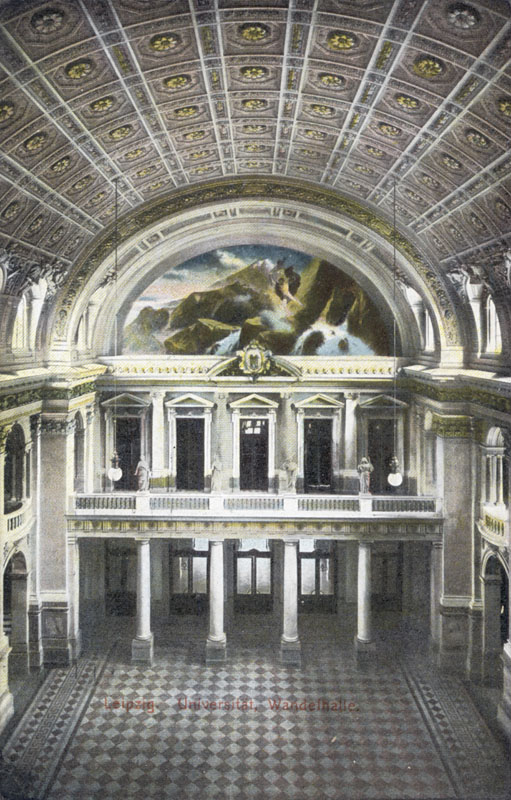
Wandelhalle nach Osten (1910)
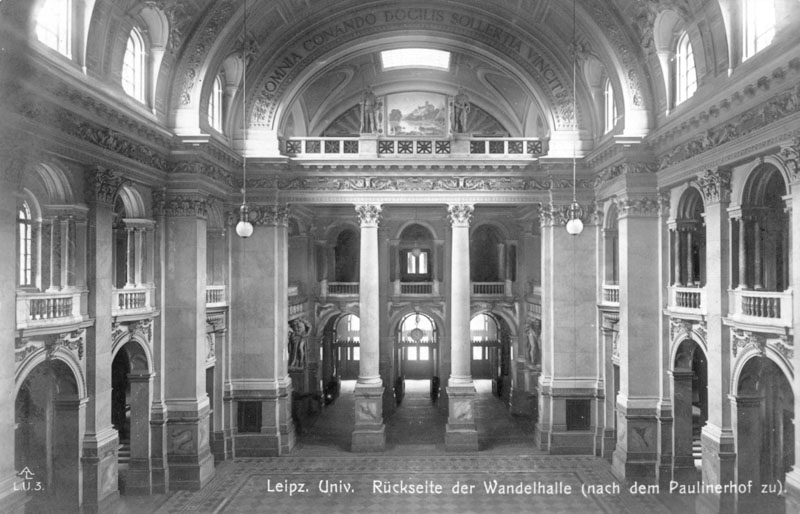
Wandelhalle nach Westen (1910)
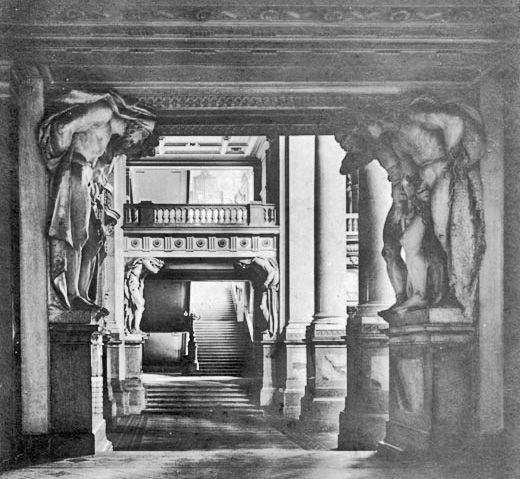
Im Treppenhaus (1910)
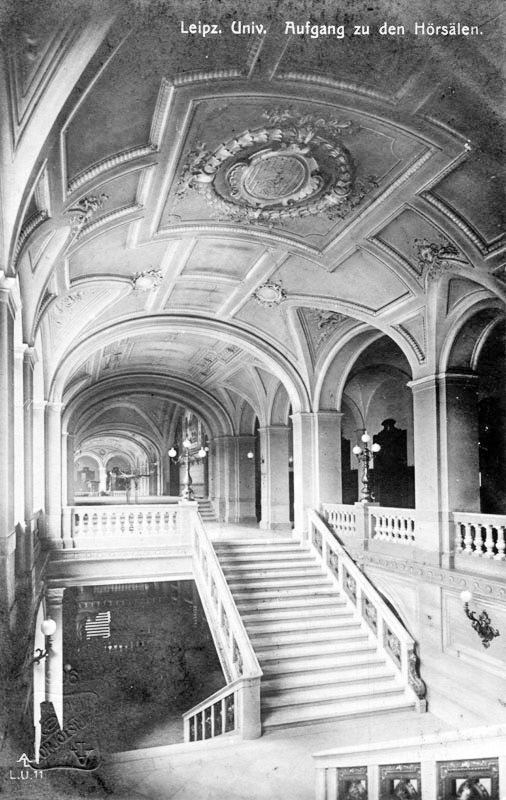
Hörsaalaufgang (1910)
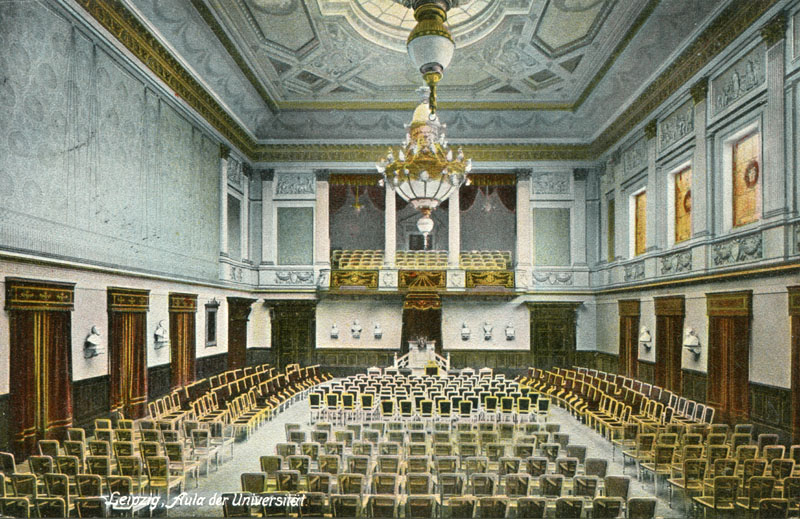
Aula (1906), noch ohne Klingers Wandbild

### Sprengung zur Zeit der DDR

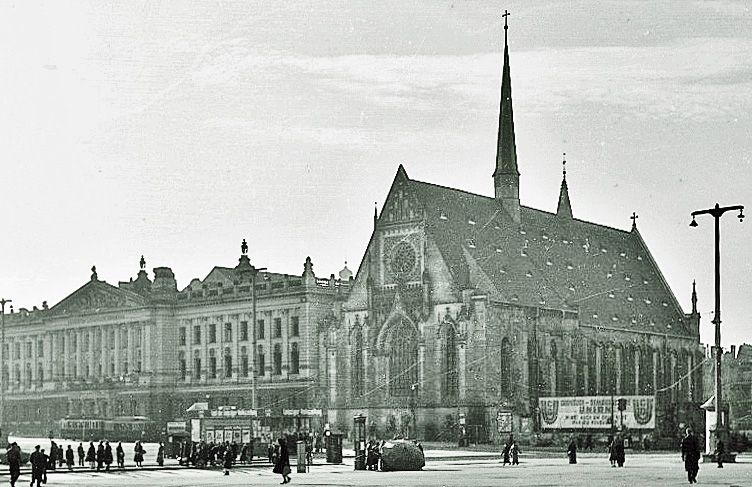
Unbeschädigte Fassade des Augusteums (links) und Paulinerkirche um 1947

Durch die Luftangriffe auf Leipzig im Zweiten Weltkrieg wurden neben anderen Gebäuden der Universität auch Teile des Augusteums stark beschädigt. Etwa zeitgleich mit der Ruine der Potsdamer Garnisonkirche wurde auf Beschluss der SED-Führung neben der völlig intakten Paulinerkirche am 30. Mai 1968 auch das Augusteum gesprengt, dessen Fassade unbeschädigt war und das nach heutigen Maßstäben ohne weiteres zu retten gewesen wäre. Da beide Gebäude nach Auffassung der DDR-Führung nicht zur Ideologie einer sozialistisch geprägten Universität passten, entstand auf dem geräumten Gelände in funktional-nüchterner DDR-Architektur bis 1975 ein neuer Universitätskomplex mit dem Hauptgebäude der Karl-Marx-Universität und dem Bronzerelief Aufbruch an der Fassade. An der Stelle des Hauptflügels des Augusteums wurde bis 1971 ein Rektoratsgebäude errichtet.

### Das Augusteum als Teil des neuen Universitätscampus

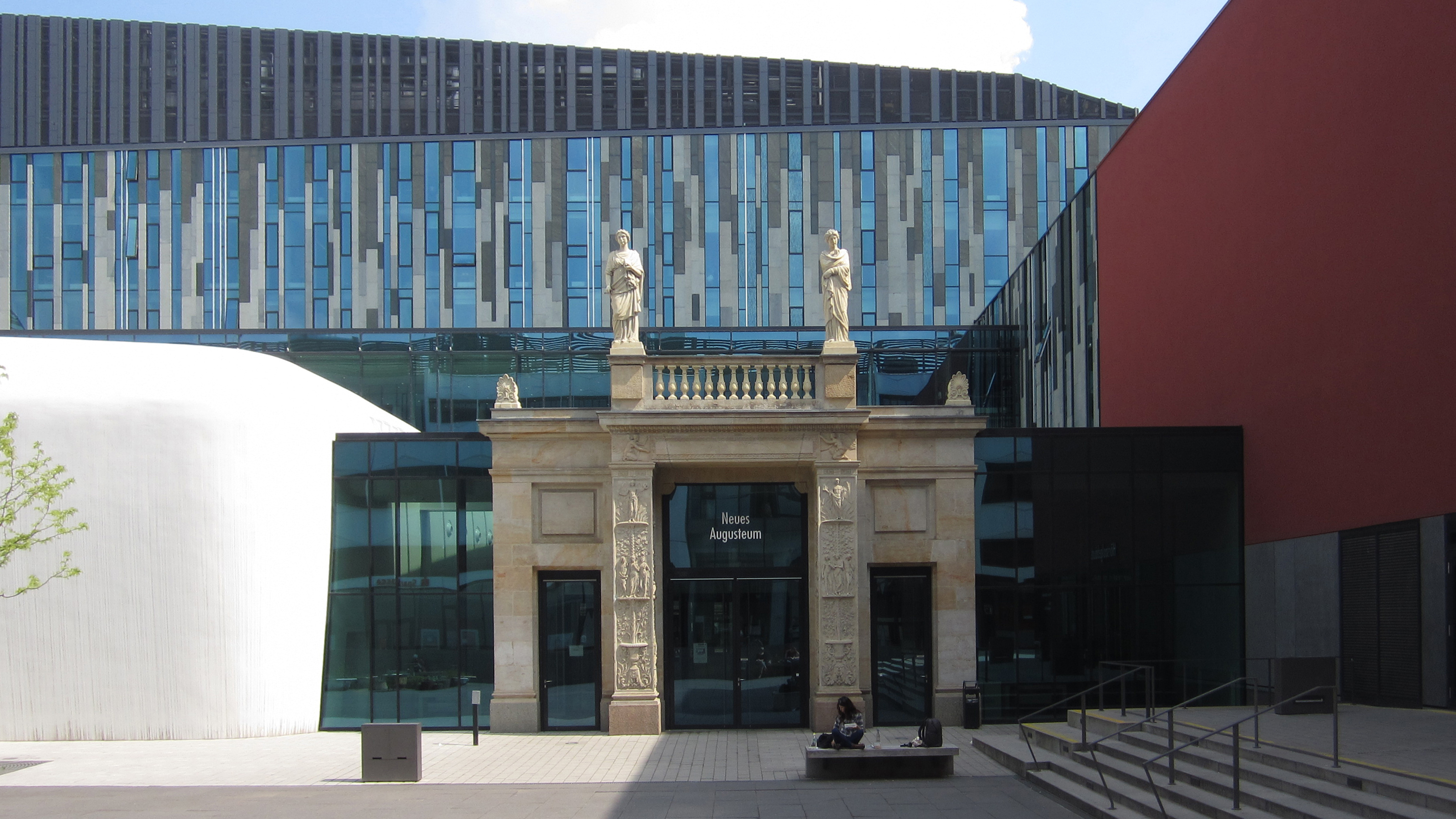
Das Schinkeltor: Das frühere Eingangsportal und heutiger Innenhofzugang zum Neuen Augusteum

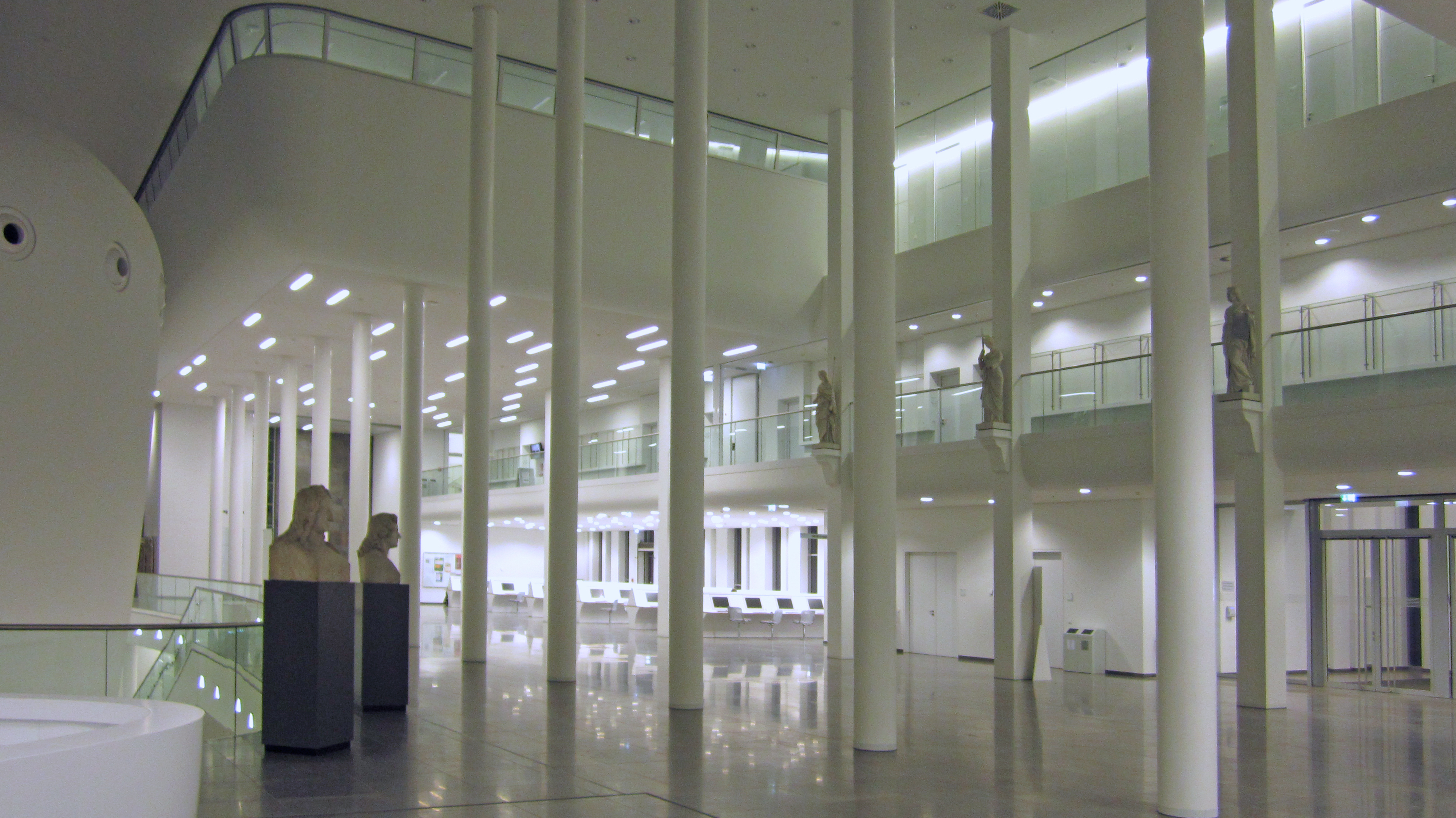
Innenbereich des Neuen Augusteums

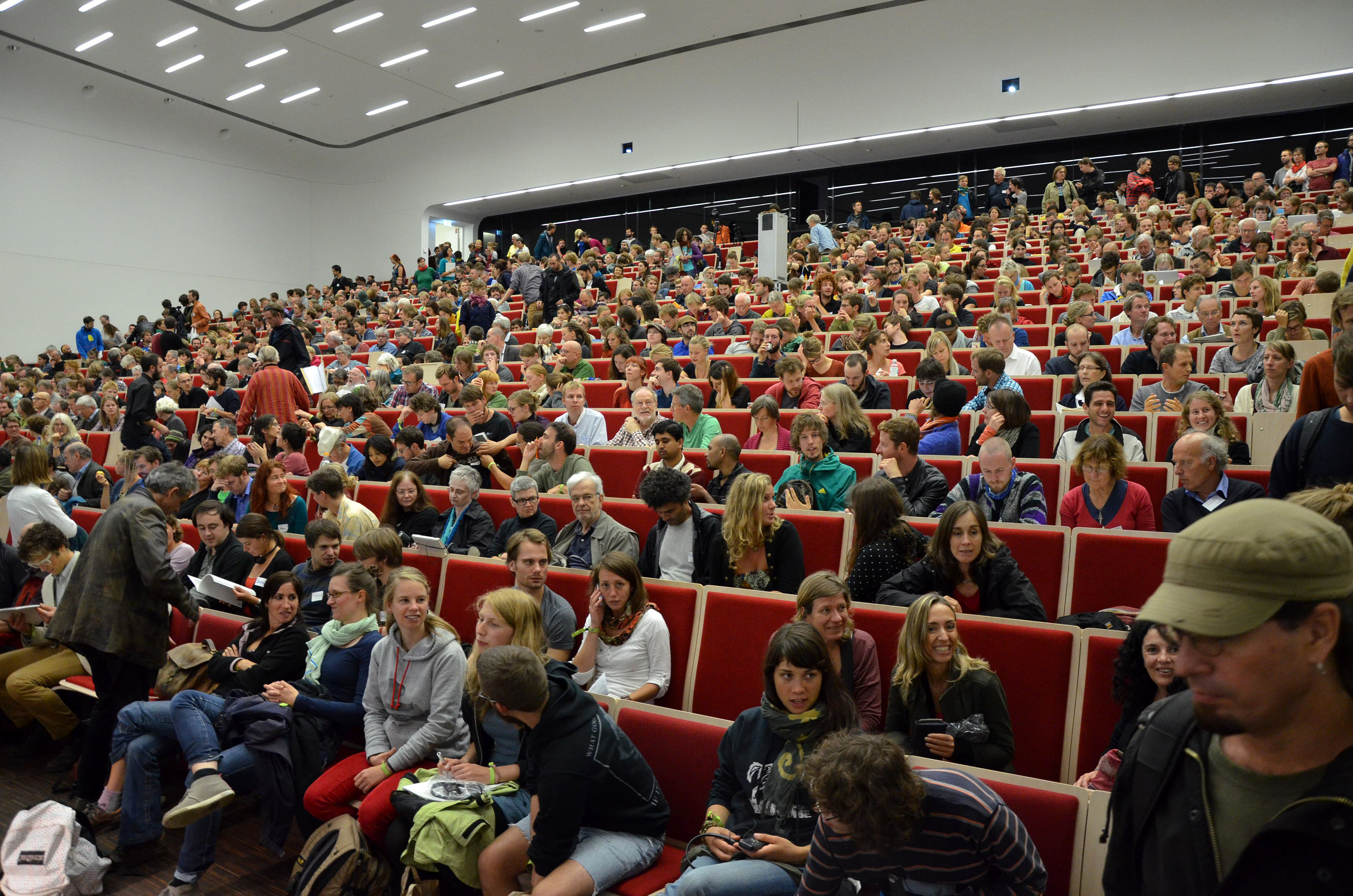
Vollbesetztes Auditorium maximum während der Internationalen Degrowth-Konferenz 2014

Nach der Wiedervereinigung engagierte sich die Bürgerinitiative zum Wiederaufbau von Universitätskirche und Augusteum in Leipzig e.V für die Wiederherstellung des alten Universitätensembles. Nach jahrelangen Streitigkeiten wurde eine Einigung erzielt, die auf die Wiederaufbaubestrebungen zugunsten der Anforderungen der Universität an moderne Räumlichkeiten für Lehre und Forschung auf dem innerstädtischen Campus verzichten sollte. Der von Erick van Egeraat ausgearbeitete Entwurf für einen Campusneubau erinnert nun mit Teilen der Fassade und einer entsprechend ausgestalteten Aula an die Paulinerkirche. Das Augusteum als historisches Universitätshauptgebäude greift er in seinem Entwurf in Form des Portikus und des Nordflügels wieder auf, allerdings als freies Zitat und in modernem Material. Die Fertigstellung des Gebäudes war ursprünglich für 2009 geplant, es wurde jedoch erst 2012 vollendet.
Das Neue Augusteum ist das neue Hauptgebäude der Universität und beheimatet das Auditorium maximum, den Haupthörsaal, mit 800 Sitzplätzen. Daneben haben im Gebäude die Fakultät für Mathematik und Informatik, universitäre Büroräume, eine Galerie sowie die neue Dolmetschertrainingsanlage des Instituts für Angewandte Linguistik und Translatologie ihren Platz.
Am 2. Dezember 2011 wurde der Neubau in einer Festveranstaltung das erste Mal der Öffentlichkeit präsentiert. Das Gebäude sollte nach Verzögerungen zum Sommersemester 2012 der Universität übergeben werden. Seit Juni 2012 sitzt das Universitätsrechenzentrum in der ersten und zweiten Etage, im Sommer wurde das Auditorium maximum übergeben und im September 2012 zog die Fakultät für Mathematik und Informatik ein.
Das Schinkeltor des alten Augusteums wurde in den Neubau integriert. Das klassizistische Eingangsportal ist das einzige erhaltene Zeugnis der Baukunst Karl Friedrich Schinkels in Leipzig. Es war der Haupteingang des ersten Augusteum-Baus bis zur Neugestaltung des Augusteums in den 1890er Jahren, wo es zum südlichen Hofeingang umfunktioniert wurde. 1981 wurde das rekonstruierte Portal zwischen Hörsaal- und Seminargebäudekomplex des Neubaus der Karl-Marx-Universität aufgestellt. Im Zuge der Baumaßnahmen zum Campus-Neubau wurde das Tor im Juni 2004 abgebaut. Im Jahr 2009 wurde es dann auf dem neugebauten Leibnizforum wieder aufgestellt und in das Neue Augusteum integriert. Es fungiert jetzt als Eingang zum Gebäude vom Innenhof aus.